# Albatrellaceae
Albatrellaceae es una familia de hongos del orden Russulales, tiene 7 géneros y 33 especies.